# جون تيسون
جون تيسون (بالإنجليزية: June Tyson)‏ هي مغنية أمريكية، ولدت في 5 فبراير 1936 في ألبيمارل في الولايات المتحدة، وتوفيت في 24 نوفمبر 1992 في فيلادلفيا في الولايات المتحدة.

## وصلات خارجية
- جون تيسون على موقع ميوزك برينز (الإنجليزية)
- جون تيسون على موقع أول ميوزيك (الإنجليزية)
- جون تيسون على موقع ديسكوغز (الإنجليزية)